# Jacque Fresco
Jacque Fresco (New York, 13. ožujka 1916.  — Sebring, Florida, 18. svibnja 2017.), bio je američki autodidaktički strukturni i arhitektonski dizajner, konceptualni umjetnik, učitelj i futurist. Fresco je pisao i poučavao o svojim viđenjima ekoloških naselja, energetske učinkovitosti, upravljanja prirodnim resursima, kibernetičke tehnologije, napredne automatizacije i uloge znanosti u društvu.
Sa svojom suradnicom Roxanne Meadows osnovao je i ravnao projektom Venus. Kao izvrstan socijalni kritičar, Fresco zagovara globalnu implementaciju socijalnoekonomskog sustava socijalne suradnje, tehnološke automatizacije, znanstvene metodologije za što koristi naziv ekonomija zasnovana na resursima.
Frescov rad bio je tema radijskih i televizijskih programa, kao i novinskih i magazinskih članaka u kojima je opisan kao "sanjar", "ekscentrik", "utopist", "idealist", "luđak", "šarlatan", ali često i genij, prorok i vizionar.
Neke osobe smatraju da su njegove ideje nepraktične, idealističke, i da graniče sa znanstvenom fantastikom.